# Severino Gazzelloni

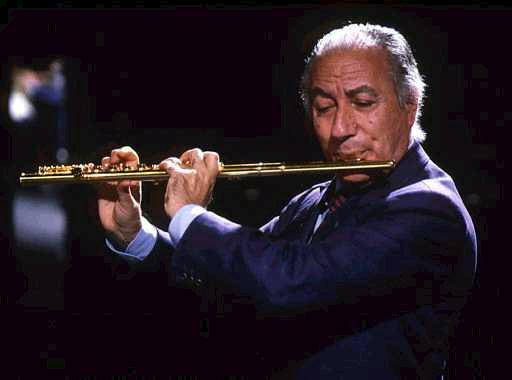
Severino Gazzeloni.

Severino Gazzelloni, född den 5 januari 1919 i Roccasecca, död den 21 november 1992 i Cassino, var en italiensk flöjtist.

## Biografi
Gazzelloni föddes i provinsen Frosinone och var son till en skräddare. Redan som sjuåring var han flöjtist och spelade piccolaflöjt i den lokala orkestern. Senare spelade han i olika band på olika platser och började sina studier vid Accademia Nazionale di Santa Cecilia i Rom år 1934 och tog examen 1942 under ledning av A. Tassinari.
Gazzelloni behärskade fem olika flöjttyper lika virtuost. Han var den främste flöjtisten i RAI:s orkester under 30 år och fick många flöjtkompositioneer dedicerade till sig. Kompositörer som Luciano Berio, Pierre Boulez, Bruno Maderna och Igor Stravinskij skrev stycken direkt anpassade för honom.
Gazzeloni var också lärare i flöjtspel och bland hans elever har funnits framträdande jazzmusikern Eric Dolphy, klassiske flöjtisten Addie de Quant och kompositören Norma Beedroft.
Dolphy hedrade Gazzelloni genom att namnge en komposition efter honom som ingår i hans album Out to lunch! från 1964.